# L'italiana in Londra
L'italiana in Londra (La italiana en Londres) es un intermezzo giocoso en dos actos con música de Domenico Cimarosa y libreto en italiano de Giuseppe Petrosellini. Se estrenó en el Teatro Valle de Roma, Italia el 10 de julio de 1778.
Es una de las ocho óperas cómicas tituladas intermezzi, que Domenico Cimarosa escribió entre 1777 y 1784 para el Teatro Valle, un bello teatro romano en estilo neoclásico que se construyó en 1726, y que aún se conserva actualmente.
Los intermezzi nacieron de las pequeñas piezas cómicas a escala menor que se insertaban para un alivio ligero en medio de los actos de las más pesadas obras de ópera seria, principalmente en Nápoles y en Venecia. Usualmente tenían sólo dos cantantes, quizá con el añadido de actores. Los personajes solían escogerse de lo que se suponía que era la vida real, pero los criados a menudo contrapuestos a las clases superiores con buena dosis de sátira. Los intermezzi romanos de Cimarosa, que establecieron su reputación, eran óperas en dos actos, en contraste con la forma habitual de tres actos propia de la ópera bufa, y se diseñaban cuidadosamente para las modestas fuerzas disponibles en el Teatro Valle.